# Carmen Campidoctoris
El Carmen Campidoctoris és un poema escrit en llatí. Ens ha arribat en estat fragmentari i versa sobre la figura del Cid, l'heroi castellà (1048-1099). La particularitat d'aquest text és que, a part de ser el primer poema que en fa referència, va ser escrit al monestir de Ripoll. Els entesos el fixen contemporani al cavaller castellà. Alguns el daten de l'entorn de l'any 1090, quan les fites del Cid eren extensament populars.
Colin Smith (1972) esmenta Menéndez Pidal (1969) com partidari d'aquesta tesi, amb certes variants, entre el 1093-1094, amb qui coincideix J. Horrent (1959 i 1976); fins i tot R. Wright (1979 i 1982) que s'inclina per entre 1082 i 1083. Però anys més tard, el mateix Smith (1982) en proposà una datació posterior, a finals del segle xii.
L'escrit en llatí que ens ha arribat conté 32 estrofes clares de quatre hendecasíl·labs i un vers de recompte més curt. Són un total de 128 versos més un a mitges, donat que la resta, un total de deu estrofes més, estan ratllades i inintel·ligibles.

## Sobre l'autor
El text és anònim perquè no està ni signat ni hi consten referències precises de l'autoria i, malgrat tot, en el mateix text, s'hi poden extreure algunes nocions generals de la personalitat amagada de l'autor.
La seva redacció en llatí permet situar l'autoria en l'estament eclesiàstic, que aleshores eren els dipositaris culturals d'occident i, s'expressaven en aquesta llengua. El manuscrit, que se sap provinent de Ripoll, on es va albergar un important cenobi cultural, no és l'únic document amb aquest origen però sí dispar a qualsevol dels que s'hi van elaborar, per les seves característiques úniques. La mateixa traça estilística ha permès als estudiosos concretar la seva forma de redacció en la reforma carolingia, per tal com no hi són presents les elisions, pròpies del llatí amb model clàssic (v. 29) o que els diftongs giren a l'entorn de la pronuncia basada en el vulgar (v.89) que és de dicció pròpia de la reforma, on cada lletra correspon a un so. Respecte al lèxic s'hi descobreixen clixés expressius propis dels himnes (vv. 17-20), sobretot religiosos, a més de força lèxic bíblic (vv.33-36)
També apareix en el text un cert menyspreu pels pagans (v.5), que denota una certa familiaritat amb la terminologia cristiana utilitzada a l'hora d'evocar el món antic.
Així mateix s'hi constaten certes omissions o disfuncions que provarien la impossibilitat d'autoria per part d'un clergue forà a la corona d'Aragó. Per una banda s'hi ometen molts llocs importants de la joventut de l'heroi, com Vivar, Burgos, Cardeña; posa com a primer combat, en la seva adolescència, l'entaulat amb un navarrès o, el segon combat després del primer desterrament; fa constar el comte Garcia Ordoñez com enviat del rei, quan era l'adalil del rei moro de Granada…
Aquestes errades històriques posen de manifest la ignorància real de l'autor, sobre les vivències del seu personatge, cosa que s'explicaria perquè, essent escrites des de Catalunya, les notícies i referents arribessin desdibuixats. A més s'hi constata una certa preferència pels escenaris de la Corona d'Aragó: el comtat de Barcelona (v.93), la Campanya de Lleida (v.95) i Almenar (v. 99), al Segrià, així com personatges històrics com Berenguer Ramon II (v. 93)... I també, tal com apuntat Bodelon (?), certes peculiaritats del regne d'Aragó: com tractar-se d'un regne eminentment mariner, molt més que no pas el de Castella aleshores: les metàfores marineres de veles (poètiques) (v.15) i qualificar-se de: mariner poruc (v.16); o bé la simbologia més pròpia i històrica del Regne d'Aragó, en la forma que apareix pintada d'un drac en l'escut de l'heroi (v.115), Bodelon (?) pp. 347.
Un tret, que també pot orientar vers l'oculta personalitat de l'autor, és l'acurada descripció que fa del parament militar que el personatge va prenent per entrar en batalla. El coneixement de l'autor és tal que porta a pensar, a tots els estudiosos, d'una bona preparació i coneixença de l'estament militar, cosa que donaria una faceta més al "clergue" que s'ha apuntat fins ara.
Per tot plegat un fet clau per esbrinar la personalitat de l'autor podria ser respondre a la pregunta: Per què es va escriure el "Carmen Campidoctoris"?
Si es parteix de les premisses que han anat desgranant els entesos: la redacció al monestir de Ripoll, per un monjo habituat a la cultura clàssica i militar, habitud de la vida marinera, familiaritat amb la de la Corona d'Aragó, redacció en vida del mateix personatge, estil panegíric commemoratiu, etc.
Aquest darrer punt ha orientat als estudiosos (Menéndez Pidal, p. 878, Bodelón, p. 342) a considerar el text un escrit adreçat a un públic culte, que hauria assistit a un fet molt important en la vida de l'heroi: el casament de la seva segona filla, Maria Díaz de Vivar, amb Ramon Berenguer III el 1096. El casament proporcionava a la corona Almenar i Lleida, conquerides per l'heroi castellà. L'autor del "Carmen" podia estar interessat a enaltir la figura de la filla del Campejador per tal que esdevingués digna de la mà del comte de Barcelona, d'aquesta manera i, les noces atrauria la bandositat contrària al comte regent aleshores, El Fratricida, per tal de derrocar-lo i, tal vegada aconseguir una canongia o govern a Lleida o Almenar. La qual cosa delimita la recerca de la personalitat de l'autor. Així, Menéndez Pidal considerà l'autor com que pertanyia al bàndol contrari al comte-rei i, tal vegada redactat en la clandestinitat i del recer del monestir, amb tot aquest propòsit esmentat.

## Sobre el títol
El títol s'extreu de la referència de l'autor en el vers v.18: "Carmen Campi Doctoris".
El mot "Carmen" significa poema, cançó. En aquest text la inclusió d'aquest mot permet que el poema obtingui un matís peculiar, perquè tracta la composició d'una confecció premeditada i erudita, és a dir, no es tracta d'una improvisació que es recita, sinó una voluntat més expeditiva. Aquest matís implica donar-li una idea de poema de celebració, un himne commemoratiu.
La resta de mots "Campi Doctoris" vol referir-se a un apel·latiu que Roderic ostentava: Campejador, ben abans d'esdevenir Cid, mot que no apareix enlloc del present poema.
Narcís Figueras (?) recorda que aquests mots queden vinculats a una terminologia de caràcter religiós ("patres", "doctores") i jurídic ("iuris doctor"), la qual cosa conferiria un nivell diastràtic o social concret al seu autor i, ben segur, del públic al qual anava adreçat. També ens recorda que Tovar (1944) proposà la fórmula relacionada amb Agustí d'Hipona en el sermó 119, 4 de maig: "fac bonus miles, quod tuus te docuit campidoctor", una renovació de la idea que condiciona l'autor del poema com eclesiàstic i erudit.
Amb tot Wright (1979) proposà citar la segona part del títol de forma bimembre perquè, tal com desenvolupa en el seu treball, cada cop que apareix al manuscrit són dos mots i no un de sol: "Campi Doctoris"
La traducció al català d'aquest epítet (Campejador) segueix com a referent la utilització que en fa Jeroni Pujades al Cap. XXXXVIII (tal com es numera a l'obra) de la 1a Part de la seva Crònica Universal del Principat de Catalunya, en referir-se a Mart, el déu de les batalles.

## Apreciacions d'edició filològica del text
El manuscrit es troba actualment a la Bibliothèque National de Paris, concretament forma part del ms. 5132 que va ser manllevat el 1649. Ben segur formava part del grup que Torres Amat (1836) retreia que Pèire de Marca (1594-1662) s'endugués de Catalunya. El polític i historiador francès havia vingut com a intendent general, seguint les ordres de Lluís XIV, durant la Guerra dels Segadors. Va romandre a Catalunya de 1644 a 1651, durant aquests set anys aplegà tota mena d'informació per a la confecció de la seva obra monumental Marca Hispànica, i així mateix va manllevar nombrosos manuscrits catalans, entre molts d'ells el que estem tractant.
El Carmen Campidoctoris es troba en els folis 79v. (segona meitat) i 80v.
El text llegible es clou al f. 80r., a partir d'aquí el text ratllat ocupa nou línies i mitja més i unes nou més al f. 80v. El tall del text clar al malmès es troba enmig d'una línia i sembla fet de forma premeditada i, amb tota la intencionalitat, ja que es tracta d'un procés fet amb cura i sense gradació.
Si ho comptem mitjançant estrofes significaria unes onze estrofes més, atès la mitjana que en podem fer de l'ocupada en la part llegible.
El text del manuscrit està escrit en línies seguides, cosa habitual aleshores, per tal com comportava que la redacció ocupés tot l'espai disponible d'un valuós pergamí que eren materials molt escassos i costosos a l'època.

## Estructura mètrica
Són versos hendecasíl·labs sàfics (ditroqueu i aristrofànic) i adònics (l'últim vers de l'estrofa sàfica que es compon d'un dàctil i espondeu o troqueu), segons la mètrica accentual.
Cada sàfic consta d'onze síl·labes, sense elisions i amb una cesura a la cinquena i accents a la quarta i a la desena. L'adònic final duu un accent a la quarta i rarament un a la primera.
Aquesta regularització de l'accentuació i el recompte respon a la necessitat de crear una marcada recurrència i afavorir la memorització de l'intèrpret i, la comprensió fàcil del públic, ja que la poesia rítmica, de la qual aquest poema n'és un clar exemple, era composta per a ser executada públicament, recitada en veu alta o, fins i tot, cantada.
Sembla que el poema fou compost per un autor i per a un públic familiaritzats amb el sistema de pronúncia i versificació eclesiàstica estàndard, instaurat per la reforma carolíngia. Això concorda en que Ripoll va ser un focus cultural molt important on entrà de ple aquesta reforma, emmarcada en l'àrea geogràfico-cultural de Catalunya.

## Estructura narrativa
La invocació.
El poema té un efecte curiós en la fórmula inicial del poema. És normal no seguir els paràmetres clàssics d'invocació de les deïtats, per tal de sol·licitar la inspiració a l'hora d'elaborar el poema, perquè és obra d'un religiós o, si més no composta en un nucli religiós, però sí que aquesta invocació es busca en la mateixa potència intel·lectual de l'aprenentatge de l'autor.
El plantejament resulta sorprenent per tal de saltar-se aquestes premisses imposades pels autors clàssics. La recerca de la inspiració s'invoca tot recordant la potencialitat que han adquirit poemes èpics en l'antiguitat i, reclama, com a efecte modern, abandonar aquelles premisses i considerar obrir-ne una de nova, amb les aventures recents del personatge castellà contemporani.
Tot aquest coneixement antic és indicat per uns breus antecedents, com la figura dels herois literaris: de la Il·líada: Paris, de L'Eneida: Enees i, històrics com Pirrus, l'últim reputat general hel·lenístic.
Però tot seguit es produeix l'efecte sorprenent de reclamar la pròpia destresa intel·lectual de l'autor, per tal de cobrir el buit que proporcionen uns relats massa antics i, possiblement deslligats de les apetències literàries dels seus contemporanis.
Les parts següents les podríem dividir com:
Referències del personatge
- (vv. 17-24) L'autor confessa que poques coses pot dir que el seu públic no conegui. Esmenta el seu noble llinatge, cap de major a Castella com el seu i, que és conegut a Sevilla i les ribes de l'Ebre, cosa que abasta un gran espai geogràfic.

Relacions amb els seus reis
- (vv. 33-65) Es descriu la seva evolució: de situació privilegiada, amb el rei Sanç II de Castella, a la nefasta, un cop aquest mor, amb el seu germà i hereu, Alfons VI de Castella i Lleó. Els maldients de palau aconsegueixen que Alfons el desterri de Castella.

Gestes
- (vv. 25-32) Combat contra un guerrer navarrès, a partir del qual prendrà el seu epítet; referents de supremacia davant comtes i reis.
- (vv.65-68) després del desterrament, campanyes contra els sarraïns.
- (vv. 77-84) victòria de Roderic a Cabra (Còrdova) contra el comte Garcia Ordoñez, "enviat" pel rei Alfons.
- (vv. 89-129) Preparatius i motivacions per a la lluita a Almenar (el Segrià) contra Berenguer Ramon II, de Barcelona i Al-Hajib de Lleida, Tortosa i Dénia.

Parament militar
- (vv. 105-128) Enfront de la imminent entrada en combat es descriu el parament militar que va prenent l'heroi per tal d'entrar en batalla.